# Nuncjatura Apostolska w Bośni i Hercegowinie
Nuncjatura Apostolska w Bośni i Hercegowinie – misja dyplomatyczna Stolicy Apostolskiej w Bośni i Hercegowinie. Siedziba nuncjusza apostolskiego mieści się w Sarajewie.
Nuncjusz apostolski w Bośni i Hercegowinie akredytowany jest również w Czarnogórze i w Księstwie Monako.

## Historia
Stolica Apostolska uznała niepodległość Bośni i Hercegowiny 7 kwietnia 1992. Stosunki dyplomatyczne nawiązano 20 sierpnia 1992. Nuncjaturę Apostolską w Bośni i Hercegowinie utworzył św. Jan Paweł II w 1993.

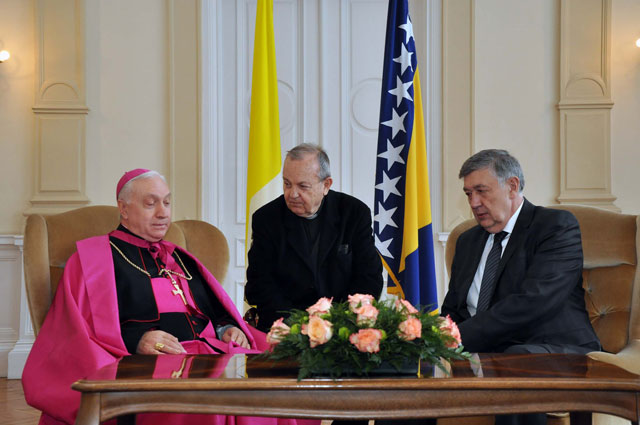
Nuncjusz apostolski abp Luigi Pezzuto i przewodniczący Prezydium Bośni i Hercegowiny Nebojša Radmanović

## Nuncjusze apostolscy w Bośni i Hercegowinie
- abp Francesco Monterisi (1993 – 1998) Włoch; jednocześnie delegat ds. nuncjatur Sekretariatu Stanu
- abp Giuseppe Leanza (1999 – 2003) Włoch; od 2002 jednocześnie nuncjusz apostolski w Słowenii i Macedonii
- abp Santos Abril y Castelló (2003 – 2005) Hiszpan; jednocześnie nuncjusz apostolski w Słowenii i Macedonii
- abp Alessandro D’Errico (2005 – 2012) Włoch; od 2010 akredytowany również w Czarnogórze
- abp Luigi Pezzuto (2012 – 2021) Włoch; akredytowany również w Czarnogórze i w latach 2016–2019 w Monako
- abp Francis Chullikatt (od 2022) Hindus; akredytowany również w Czarnogórze